# Freddy Herbrand
Freddy Herbrand (* 1. Juni 1944 in Malmedy) ist ein ehemaliger belgischer Leichtathlet. Er war 1972 Olympiasechster im Zehnkampf.

## Sportliche Karriere
Freddy Herbrand nahm als Schüler an einem Test in verschiedenen Sportarten teil. Da er bei diesem Test über 1,40 m hoch sprang, empfahl ihm sein Lehrer, es mit der Leichtathletik zu versuchen. Daraufhin schloss er sich dem Malmedy Athletic Club an. 
Der 1,90 m große Herbrand gewann insgesamt 15 Belgische Meistertitel:  1963, 1964 und 1965 im Dreisprung, 1964, 1965, 1967 und 1970 im Hochsprung, 1971 und 1972 im 110-Meter-Hürdenlauf und im Weitsprung sowie 1968, 1970, 1971 und 1973 im Zehnkampf.
Herbrand sollte bereits bei den Olympischen Spielen 1968 in Mexiko-Stadt im Zehnkampf teilnehmen, er verletzte sich aber am Tag zuvor am kleinen Zeh und musste operiert werden. 1969 startete er bei den Europameisterschaften in Athen, brach aber den Zehnkampf ab. Zwei Jahre später belegte er bei den Europameisterschaften in Helsinki den 17. Platz mit 7328 Punkten. Zuvor hatte er im Juni 1971 in Brüssel mit 7998 Punkten einen belgischen Rekord aufgestellt, der erst 2005 von Frédéric Xhonneux übertroffen wurde. Bei den Olympischen Spielen 1972 in München belegte Herbrandt mit 7948 Punkten den sechsten Platz im Zehnkampf. 1973 und 1975 nahm Herbrand mit der belgischen Mannschaft am Leichtathletik-Europacup der Mehrkämpfer teil, die belgische Mannschaft konnte sich aber jeweils nicht für das Finale qualifizieren.
Nach seiner Zeit als aktiver Sportler war Herbrand als Trainer in Katar tätig. Später war er für Katar geschäftlich in Europa unterwegs. 1998 kehrte er noch einmal als Sportberater nach Katar zurück. 2018 wurde die vom Emir von Katar finanzierte Leichtathletik-Laufbahn in Malmedy eingeweiht, die nach Freddy Herbrand benannt ist.

## Ehrung
1970 wurde Freddy Herbrand mit dem belgischen Pokal für sportliche Verdienste („Trophée national du Mérite sportif“ / „Nationale trofee voor sportverdienste“) geehrt. 